# La Valse à mille temps (album)
Albums de Jacques Brel
Au printemps
(1958) Marieke
(1961)
Singles
1. La Valse à mille temps [n 1]
Sortie : janvier 1960
2. Les Flamandes[n 1]
Sortie : janvier 1960
3. Ne me quitte pas[n 1]
Sortie : décembre 1960
4. La Valse à mille temps [n 2]
Sortie : 1960
5. Les Flamandes[n 2]
Sortie : 1960

La Valse à mille temps est le 4e album de Jacques Brel ; il est sorti en 1959. Sans titre à l'origine, l'album est désormais identifié par celui de la chanson qui ouvre le disque. Cet album a reçu le Prix Francis Carco de l'Académie du disque français.
Après la naissance de sa troisième fille en 1958, Jacques Brel écrit la chanson Isabelle.

## Listes des titres
Textes et musiques : Jacques Brel, sauf indication contraire. 
| 1. | La Valse à mille temps |                                  | 3:48 |
| 2. | Seul                   |                                  | 3:27 |
| 3. | La Dame patronnesse    |                                  | 2:35 |
| 4. | Je t'aime              | Jacques Brel et François Rauber  | 2:18 |
| 5. | Ne me quitte pas       | Jacques Brel et Gérard Jouannest | 3:48 |

| 6.  | Les Flamandes |                                 | 2:35 |
| 7.  | Isabelle      | Jacques Brel et François Rauber | 3:10 |
| 8.  | La Mort       |                                 | 2:50 |
| 9.  | La Tendresse  |                                 | 2:35 |
| 10. | La Colombe    |                                 | 2:59 |

## Production
- Arrangements et direction musicale : François Rauber
- Prise de son : ?
- Production exécutive : Jacques Canetti
- Crédits visuels : Jacques Aubert, Maurice Apelbaum